# End of Amnesia
End of Amnesia è il secondo album in studio del cantautore statunitense M. Ward, pubblicato nel 2001.

## Tracce
1. End of Amnesia – 2:11
2. Color of Water – 3:23
3. Half Moon – 2:49
4. So Much Water – 4:02
5. Bad Dreams – 4:16
6. Archangel Tale – 3:48
7. Silverline – 2:20
8. Flaming Heart – 3:54
9. Carolina – 4:19
10. From a Pirate Radio Sermon, 1989 – 3:20
11. Psalm – 3:50
12. Ella – 3:41
13. Seashell Tale – 3:49
14. O'Brien/O'Brien's Nocturne – 7:40